# Вукшић (презиме)
Вукшић је српско презиме које постоји у селу Кричке код Дрниша у Далмацији и у Банији у општини Дубица (код села Слабиње). Велики број Хрвата такође носи ово презиме.
Презиме је веома старо, записано још 1434. године. Настало је од личног имена Вукша. Насеља која носе име Вукшић налазе се у Хрватској: Вукшић код Бенковца и истоимени заселак у Лици, као и у Босни и Херцеговини: насеља Вукшић Горњи и Вукшић Доњи код Брчког. Вукшићи су засеоци код Карловца и Зворника и село Вукшићи код Пљеваља. 